# ジョン・ロンソン
ジョン・ロンソン（Jon Ronson、1967年5月10日 - ）は、イギリス出身のアメリカ合衆国のジャーナリスト、著作家、映画製作者。作家としての代表作に『彼ら』（Them: Adventures with Extremists、2001年）、『実録・アメリカ超能力部隊』（The Men Who Stare at Goats、2004年）、『サイコパスを探せ！』（The Psychopath Test、2011年）がある。
執筆スタイルはゴンゾー・ジャーナリズムと称され、素朴を装ったキャラクターとして自身を作品に登場させている。論争的な非主流派政治または科学についての調査記事を、非形式的ながら懐疑的な視点で書き綴っている。これまでに9冊の著書を出しており、彼の作品は『ガーディアン』、『シティ・ライフ』、『タイムアウト』といった媒体に掲載されている。映像制作にも携わり、BBCテレビジョンのドキュメンタリー映画を数本制作したほか、チャンネル4でもドキュメンタリー番組を2本手がけた。

## 生い立ち
ロンソンは1967年5月10日、カーディフに生まれた。カーディフ高校に通い、カーディフでCBCラジオに勤めたのち、ロンドンに移りセントラルロンドン工科大学でメディア学を専攻した。

## 経歴

### 作家活動

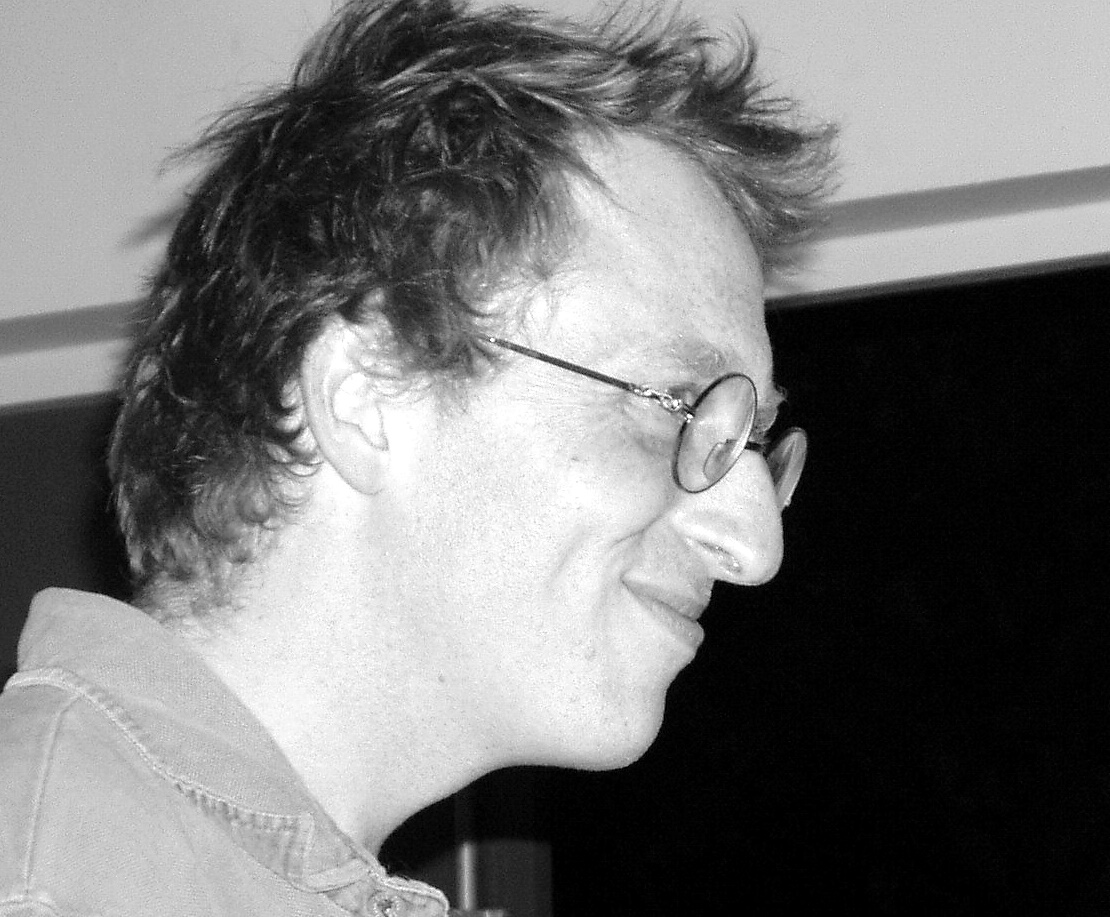
2007年1月のロンソン

ロンソンが作家として頭角を現したのは、『タイムアウト』誌に連載された、自らに課した挑戦をテーマにしたコラムであった。このコラムは1993年、BBC Twoで放送されたテレビ番組『The Ronson Mission』へと発展した。1994年には自身初の著書、『Clubbed Class』を出版。同書は、上流階級のライフスタイルに潜り込みながら、世界最高のバカンスを探求する旅を記録したものである。
2001年には2作目の著書、『Them: Adventures with Extremists』（彼ら：過激派との冒険）を発表。デイビッド・アイク、ランディ・ウィーバー、オマル・バクリー・ムハンマド、イアン・ペイズリー、アレックス・ジョーンズ、トーマス・ロブといった過激派とされる人物たちとの交流を綴る。また、ビルダーバーグ会議などの秘密結社を調査する独立系研究家たちに同行し、陰謀論者たちの間で世界を支配していると噂される「影の秘密結社」にも迫っている。『パブリッシャーズ・ウィークリー』誌は「この作品が際立っているのは、過激派の実態とその手下たちのあまりに現実的な動きを鮮やかに描き出している点だ」と評価し、ドキュメンタリー作家のルイ・セローは「パラノイアに満ちた暗黒世界を巡る、ユーモラスかつやめられないピカレスクの冒険譚」と評した。『バラエティ』誌は2005年9月、ユニバーサル・ピクチャーズが本書の映画化権を獲得したと報じた。
2004年には、ピカドールのアンソロジー『Truth or Dare』に、自伝的エッセイ「A Fantastic Life」を寄稿している。
自身3作目の著書『実録・アメリカ超能力部隊』（The Men Who Stare at Goats、2004年）は、アメリカ陸軍内に存在したとされるニューエイジ的秘密部隊「ファースト・アース・バタリオン」に迫るノンフィクション。適切な精神的準備があれば壁を通り抜けられ、またヤギを見つめるだけで殺せると信じ込んだ3世少将といった軍人たちを調査した。その多くは、1979年にジム・チャノン退役中佐が作成した『ファースト・アース・バタリオン作戦マニュアル』の思想に基づいており、カリフォルニアで台頭していたヒューマン・ポテンシャル運動に触発されたものだった。これらの奇想天外な軍事思想が、のちにグアンタナモ湾収容キャンプでの尋問技術にも影響を与えた可能性があると指摘している。2009年には脚色された上で映画化され（邦題は『ヤギと男と男と壁と』）、ユアン・マクレガーがロンソン役を演じた。
2006年には著書第4作、『Out of the Ordinary: True Tales of Everyday Craziness』を発表。主に『ガーディアン』紙で執筆した日常生活に関するエッセイをまとめたもので、翌2007年には続編となる『What I Do: More True Tales of Everyday Craziness』を刊行した。
著書第5作『サイコパスを探せ！：「狂気」をめぐる冒険』（The Psychopath Test: A Journey Through the Madness Industry、2011年）では、精神疾患とされるサイコパスの定義や診断方法に迫る。ロバート・D・ヘアが開発した「サイコパス診断チェックリスト」を学びつつ、精神障害者の刑事医療施設や企業の役員室に潜む“サイコパス的傾向”のある人物を取材した。ただし、本書の調査結果はサイコパス研究学会およびヘア本人に否定されており、ヘアからは「浅薄で、専門的に問題がある」との批判を受けている。
6作目の著書『Lost at Sea: The Jon Ronson Mysteries』（2012年）は、これまでに発表された記事をまとめたエッセイ集である。
2015年の『ネットリンチで人生を壊された人たち』(So You've Been Publicly Shamed) では、インターネット時代における「公開羞恥」が人々の人生にどのような影響を及ぼしているかを探っている。

### ラジオでの活動
ロンソンの主なラジオ活動は、BBC Radio 4の番組『Jon Ronson on...』の制作およびプレゼンテーションである。この番組はソニーラジオアカデミー賞に4回ノミネートされている。2008年8月には、同じくRadio 4でドキュメンタリー番組「Robbie Williams and Jon Ronson Journey to the Other Side」が放送された。内容は、ロビー・ウィリアムズがUFOや超常現象に強い関心を抱いていることをテーマにしており、ロンソンが取材・制作を担当している。
1990年代初頭、ロンソンはマンチェスターのラジオ局KFMで、テリー・クリスチャンの番組のサイドキックとして起用された。また、のちに人気シットコム『The Royle Family』や『Early Doors』を手がけるクレイグ・キャッシュとともに、KFMで番組の共同司会を務めた。
アメリカの公共ラジオ番組『This American Life』にもたびたび寄稿しており、2021年時点で13回のエピソードに登場している。出演回は次の通り。「Them」（第201回）、「Naming Names」（第211回）、「Family Physics」（第214回）、「Habeas Schmabeas」（第310回）、「It's Never Over」（第314回）、「The Spokesman」（第338回）、「Pro Se」（第385回）、「First Contact」（第411回）、「The Psychopath Test」（第436回）、「Secret Identity」（第506回）、「Tarred and Feathered」（第522回）、「To Be Real」（第620回）、「Beware the Jabberwock」（第670回）
2017年11月には、Audibleにてポッドキャストシリーズ『The Butterfly Effect』を発表。このシリーズでは、Pornhubとその背後にいるファビアン・ティルマンがアダルト業界に及ぼした影響について深く掘り下げており、のちに他のポッドキャスト配信プラットフォームでも公開された。2019年1月には続編として、2017年に起きたポルノ女優オーガスト・エイムズの死をテーマにした『The Last Days of August』を発表した。
そして2021年にはBBCに活動の場を戻し、『Things Fell Apart』というポッドキャストをBBC Soundsで配信開始した。文化戦争をテーマにしたドキュメンタリーシリーズで、Amazon向けに制作された過去の形式を踏襲した構成となっている。

### 音楽活動
1980年代後半、ロンソンはフランク・サイドボトムのバンドにてマーク・ラドクリフの後任としてキーボード奏者を務め、数回のパフォーマンスに参加した。
また、マンチェスターのインディーバンド The Man from Delmonte のマネージャーも務めていた。

### テレビでの活動
1990年代後半には、トーク番組『For the Love of...』の司会を担当。社会現象や陰謀論など、毎週異なるテーマについて、ゲストや専門家を招いてトークを繰り広げた。また、『Alan Davies: As Yet Untitled』をはじめとする各種テレビ番組にもゲスト出演している。

### 映画製作
ロンソンは、自著『実録・アメリカ超能力部隊』(The Men Who Stare at Goats) の映画化権を売却し、2009年には同名のコメディ戦争映画として公開された（邦題は『ヤギと男と男と壁と』）。監督はグラント・ヘスロヴ、脚本はピーター・ストローハン。ロンソンによるDVD音声解説によると、映画に登場するジャーナリストのキャラクターであるボブ・ウィルトン（演：ユアン・マクレガー）はロンソン本人の体験を一部反映しているものの、アメリカのミシガン州アナーバー出身という設定であり、また実際にイラクへ赴いている。
映画の撮影現場を訪れたことをきっかけに、ロンソンはストローハンと共同で『FRANK -フランク-』（2014年）の脚本制作に取りかかった。この作品は、フランク・サイドボトムのバンドでの経験に着想を得たブラックコメディ映画である。
2017年には、Netflixオリジナル映画『オクジャ/okja』の脚本をポン・ジュノと共同で執筆した。

## 私生活
ロンソンは、妻イレインとの間に1人の息子をもうけている。
ユダヤ人であり、世俗的ヒューマニズムを推進するチャリティー組織 Humanists UK の「著名な賛助会員」である。サッカークラブアーセナルFCのファンであり、クラブへの「敬愛」の念について語っている。
ルイ・セローのポッドキャスト『Grounded』でのインタビューで、2020年初頭にアメリカの帰化市民となったと述べている。

## 作品

### 著書
| 出版日         | 題名                                                                            | 出版社情報 |
| -------------- | ------------------------------------------------------------------------------- | --- |
| 1994年10月27日 | Clubbed Class                                                                   | Pavilion Books Ltd、ハードカバー、ISBN 1-85793-320-6 |
| 2001年         | Them: Adventures with Extremists                                                | Picador、ハードカバー、2001年、ISBN 0-330-37545-8 Simon & Schuster、ハードカバー、2002年、ISBN 0-7432-2707-7 Simon & Schuster、ペーパーバック、2003年1月1日、ISBN 0-7432-3321-2 |
| 2004年11月19日 | The Men Who Stare at Goats                                                      | Picador、ハードカバー、ISBN 0-330-37547-4 （日本語訳：『実録・アメリカ超能力部隊』村上和久訳、文藝春秋、2007年、ISBN 9784167651633）                                            |
| 2006年11月3日  | Out of the Ordinary: True Tales of Everyday Craziness                           | Picador/Guardian Books、ペーパーバック、ISBN 0-330-44832-3 |
| 2007年11月2日  | What I Do: More True Tales Of Everyday Craziness                                | Picador/Guardian Books、ペーパーバック、ISBN 0-330-45373-4 |
| 2011年5月12日  | The Psychopath Test: A Journey Through the Madness Industry                     | Riverhead Books、ハードカバー、ISBN 978-1-59448-801-6 （日本語訳：『サイコパスを探せ！：「狂気」をめぐる冒険』古川奈々子訳、朝日出版社、2012年、ISBN 9784255006611）            |
| 2011年11月22日 | The Amazing Adventures of Phoenix Jones                                         | Riverhead Books、電子書籍 |
| 2012年10月30日 | Lost at Sea: The Jon Ronson Mysteries                                           | Penguin Group、ハードカバー、ISBN 978-1-59463-137-5 |
| 2014年3月27日  | Frank: The True Story that Inspired the Movie                                   | Picador、ペーパーバック、ISBN 978-1-4472-7137-6 |
| 2015年3月12日  | So You've Been Publicly Shamed                                                  | Picador、ペーパーバック、ISBN 978-0-33049-228-7 （日本語訳：『ネットリンチで人生を壊された人たち』夏目大訳、光文社、2017年、ISBN 9784334039721）                                |
| 2016年10月     | The Elephant in the Room: A Journey into the Trump Campaign and the 'Alt-Right' | 電子書籍、Kindle single |
| 2017年10月     | The Butterfly Effect                                                            | ポッドキャストシリーズ |
| 2019年1月3日   | The Last Days of August                                                         | Audible Originals、オーディオブック |
| 2023年4月13日  | The Debutante: From High Society to White Supremacy                             | Audible Originals、オーディオブック |

### テレビ・ラジオ・映画
- The Ronson Mission（1993年）、BBC 2
- New York to California: A Great British Odyssey（1996年）、Channel 4
- Hotel Auschwitz（1996年）、BBC Radio 4
- Tottenham Ayatollah（1997年）、Channel 4
- Critical Condition（1997年）、Channel 4
- Dr Paisley, I Presume（1998年）、Channel 4
- New Klan（1999年）、Channel 4
- The Secret Rulers of the World（英語版）（2001年）、Channel 4
- The Double Life of Jonathan King（2002年）、Channel 4
- Kidneys for Jesus（2003年）[44]、Channel 4
- I Am, Unfortunately, Randy Newman（2004年）[45]、Channel 4
- Crazy Rulers of the World（2004年）、Channel 4
  - Part 1: "The Men Who Stare at Goats"[46]
  - Part 2: "Funny Torture"[47]
  - Part 3: "The Psychic Footsoldiers"[48]
- Death in Santaland（2007年）、More 4（英語版）、アラスカ州ノースポールのクリスマスをテーマにした町で起きたスクールシューティング未遂事件についての作品
- Reverend Death（2008年）、Channel 4、安楽死の主張者であるジョージ・エクスー（英語版）についての作品[49][50]
- Stanley Kubrick's Boxes（英語版）（2008年）
- Revelations（2009年）
- Escape and Control（2011年）[51]
- Frank（2014年）
- Okja（2017年）[52]
- Comrade Detective（英語版）（2017年）、本人役

### 演劇
- Life and Trust（英語版）（2024年）